# Ralf Mackenbach
Ralf Mackenbach (Best, 4 de octubre de 1995) es un cantante, actor y bailarín neerlandés, más conocido por haber ganado el Festival de Eurovisión Junior 2009, con la canción Click Clack.

## Biografía
Antes de representar a Países Bajos en el Festival de la Canción de Eurovisión Junior, Ralf estudió canto y baile en una academia de Ámsterdam e hizo varios papeles en teatro musical. Su hermano mayor Rick es también artista y ha presentado el programa de televisión Checkpoint. 
En 2009 venció el concurso infantil Junior Songfestival con Click Clack, una canción que él mismo compuso y en la que expresa su pasión por el baile. El tema representó a Países Bajos en el Festival de Eurovisión Junior 2009 y obtuvo la victoria con 121 puntos, siendo el primer título de su país en el certamen.
Gracias a su triunfo en Eurovision Junior, Ralf llegó a publicar tres discos. El primero de ellos —RALF, 2010— logró el disco de oro, mientras que los dos siguientes tuvieron una repercusión menor. No obstante, en 2013 se apartó de los escenarios y centró su carrera en la televisión, siendo presentador, actor de doblaje y compositor en programas infantiles 
Después de completar el bachillerato, se ha licenciado en Física por la Universidad Técnica de Eindhoven.

## Discografía
Álbumes
- Ralf (2010)
- Moving On (2011)
- Seventeen (2012)